# لی ونجیه
لی ونجیه (انگلیسی: Li Wenjie؛ زادهٔ ۱۰ ژوئن ۱۹۶۸) تیرانداز اهل چین بود. وی در بازی‌های المپیک تابستانی ۱۹۹۶ حضور داشته‌است.